# Micuța carte a junglei
Micuța carte a junglei este un serial american de animație produs de Disney pentru postul de televiziune ABC în anul 1996, bazat pe cunoscutul film de adaptare a cărții scrise de Rudyard Kipling, Cartea Junglei, dar proiectat în adolescența animalelor pădurii.  